# Warłaam (Konopliow)

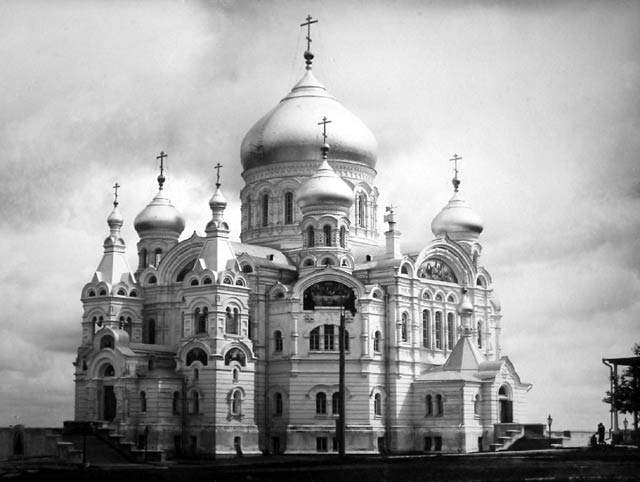
Główny sobór Białogórskiego Monasteru św. Mikołaja

Warłaam, imię świeckie Wasilij Jefimowicz Konoplow (ur. 1858 w Osinskim, zm. 25 sierpnia 1918 na drodze do Osy) – przełożony Białogórskiego Monasteru św. Mikołaja, nowomęczennik rosyjski.

## Życiorys
Urodził się w rodzinie staroobrzędowców bezpopowców. Według własnych wspomnień w młodości sam zaczął studiować Pismo Święte i pod wpływem własnych rozmyślań oraz kontaktów z misjonarzami zbliżył się do Rosyjskiego Kościoła Prawosławnego. Mimo tego wiele podróżował po kraju, odwiedzając najważniejsze ośrodki staroobrzędowe, w tym monastery. Ostatecznie przyjął prawosławie w wieku ponad 30 lat, razem ze swoim ojcem Jefimem oraz rodzeństwem. 
W listopadzie 1893, wkrótce po przyjęciu prawosławia, wstąpił do tworzącego się monasteru św. Mikołaja na Białej Górze. 1 lutego 1894 złożył śluby wieczyste z imieniem Warłaam. 21 dni później został hieromnichem i tymczasowym przełożonym formującej się wspólnoty. Ostatecznie kierował klasztorem przez kolejne 24 lata. Działał na rzecz rozwoju monasteru, dbając zwłaszcza o wysoki poziom kazań w klasztorze, który miał być przede wszystkim ośrodkiem misjonarskim.  Do 1913 zyskał wielki szacunek wśród miejscowej ludności, którzy zwracali się do niego z prośbami o porady duchowe. 
W sierpniu 1918 bolszewicy zajęli monaster i splądrowali jego główny sobór. 25 sierpnia tego roku archimandryta Warłaam i towarzyszący mu mnich Wiaczesław zostali aresztowani. Na drodze z klasztoru do miasta Osa obydwaj zostali bez sądu zastrzeleni.
W 1998 kanonizowany jako święty czczony lokalnie w eparchii permskiej. W sierpniu 2000 włączony do Soboru Świętych Nowomęczenników i Wyznawców Rosyjskich.